# Dysgrafi
Dysgrafi (nylatin dysgraphia, av grekiska dys-, fel och grapho, skriva) är en specifik störning av förmågan att skriva.
Vid dysgrafi finns troligen en dysfunktion någonstans i kedjan från språk- till handmotorikcentra i hjärnan. Kopplingen är antingen för långsam eller för snabb. Problemet är oberoende av begåvning och intelligens. Även andra problem med koordinationen mellan hjärnan och handen kan förekomma, exempelvis problem med att knyta skorna som liten. Svårigheter kan förekomma vad gäller att hålla isär vissa bokstäver, som p och q eller b och d. Bokstäverna får ofta olika storlek eller lutningar.
Diagnosmanualen DSM-IV utpekar dysgrafin som "Oordning i skrivandekonsten". Runt om i världen finns ett antal diagnosbegrepp för individers svårigheter direkt eller indirekt med motorik och handlingar.